# Rue Paulin-Méry
La rue Paulin-Méry est une voie du 13e arrondissement de Paris située dans le quartier de la Butte aux cailles.

## Situation et accès

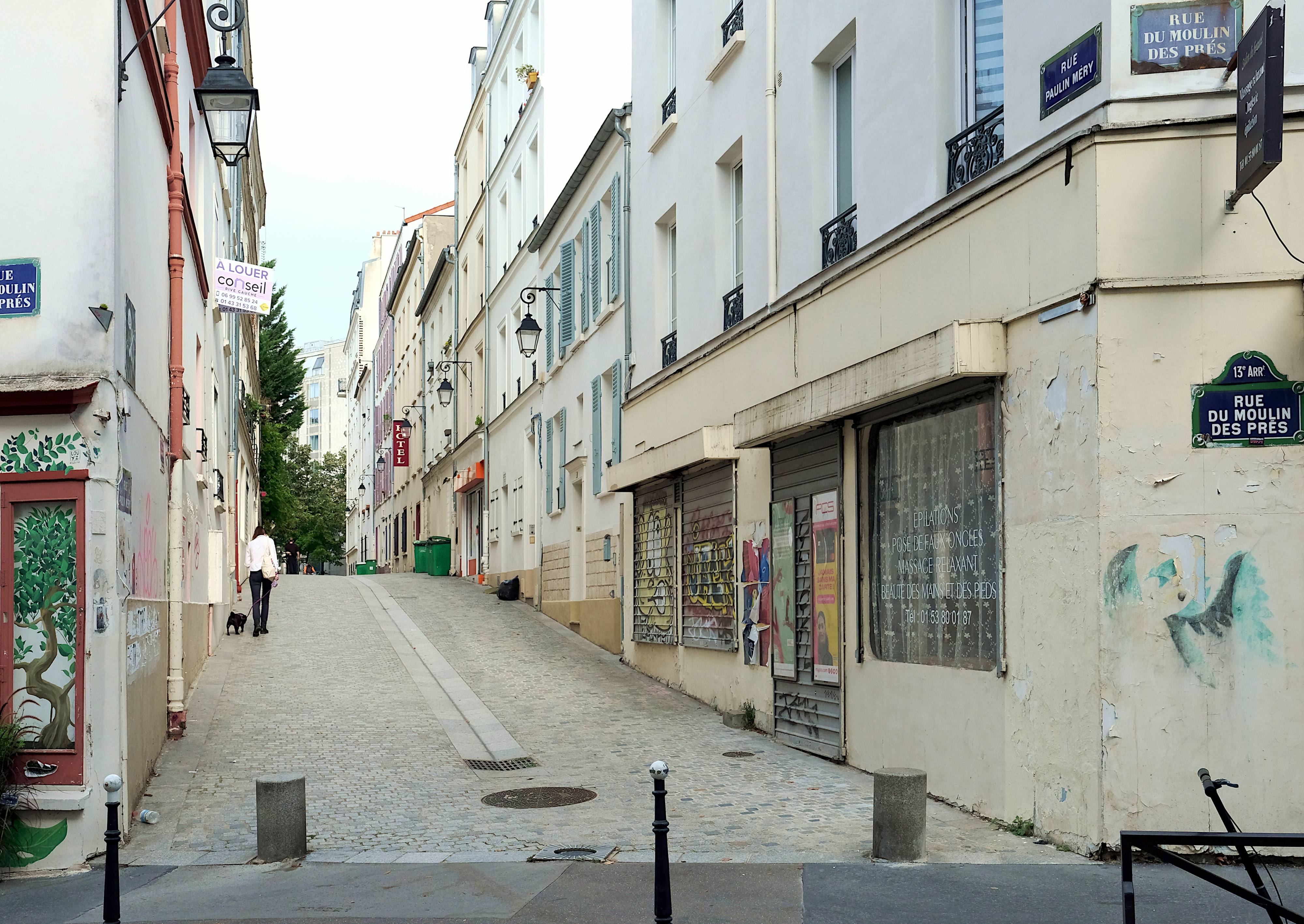
La rue Paulin-Méry depuis la rue du Moulin-des-Prés.

La rue Paulin-Méry est desservie par les lignes 5, 6 et 7 à la station Place d'Italie.

## Origine du nom
Elle porte le nom du médecin et député de la Seine Paulin Méry (1860-1913).

## Historique
Alors dénommée « rue Thiers », cette voie privée finissait rue Gérard avant l'ouverture de la rue Bobillot en 1895.
Elle prend son nom actuel le 5 janvier 1929.